# استوپنیتسا (لوزنیتسا)
ستوپنیتسا (به صربی: Stupnica) یک منطقهٔ مسکونی در صربستان است که در لوزنیسا واقع شده‌است. ستوپنیتسا ۹۴۱ نفر جمعیت دارد.